# 燒鴨

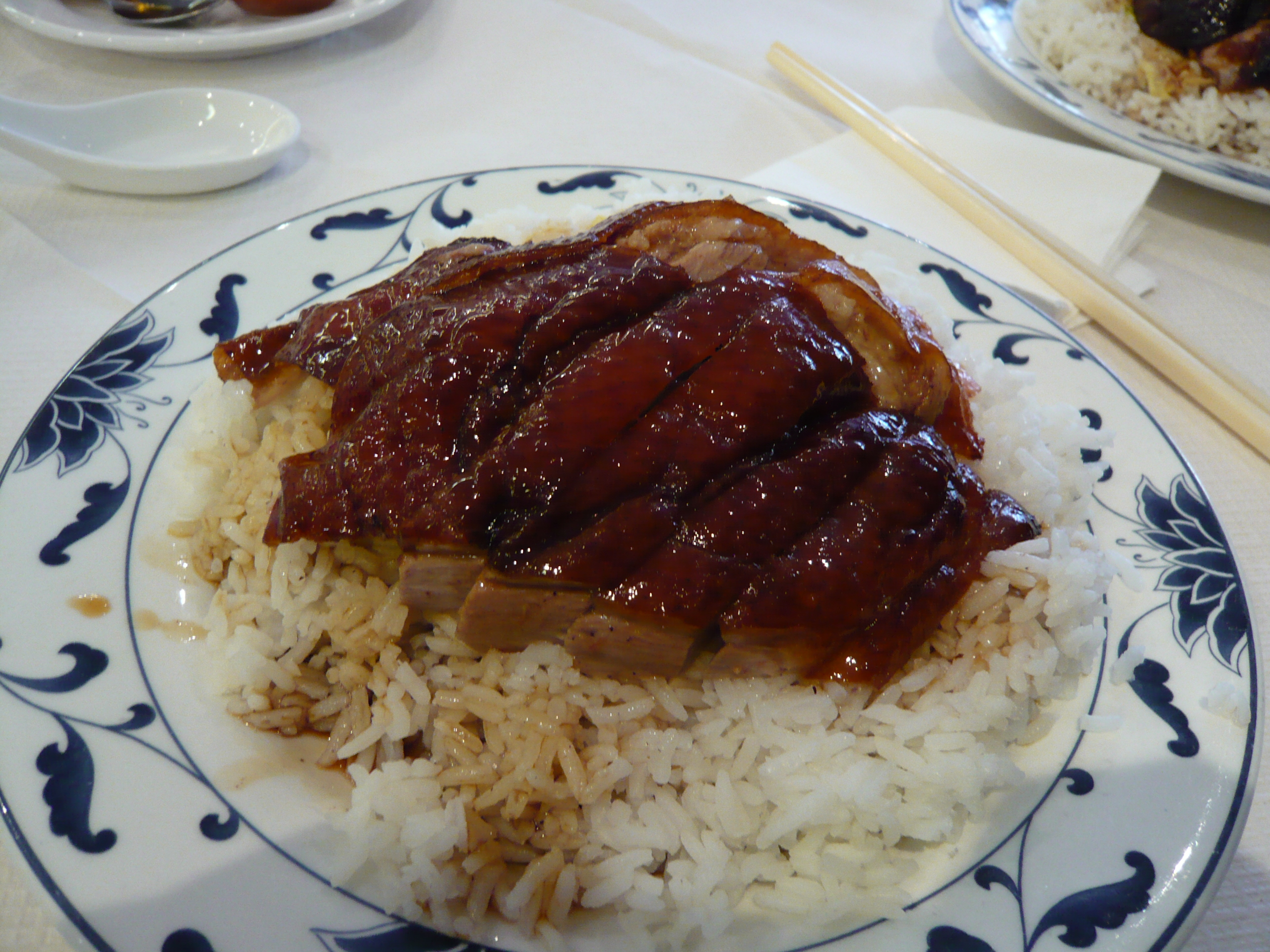
燒鴨飯

燒鴨是中國南方燒味中的烤鴨。

## 南京

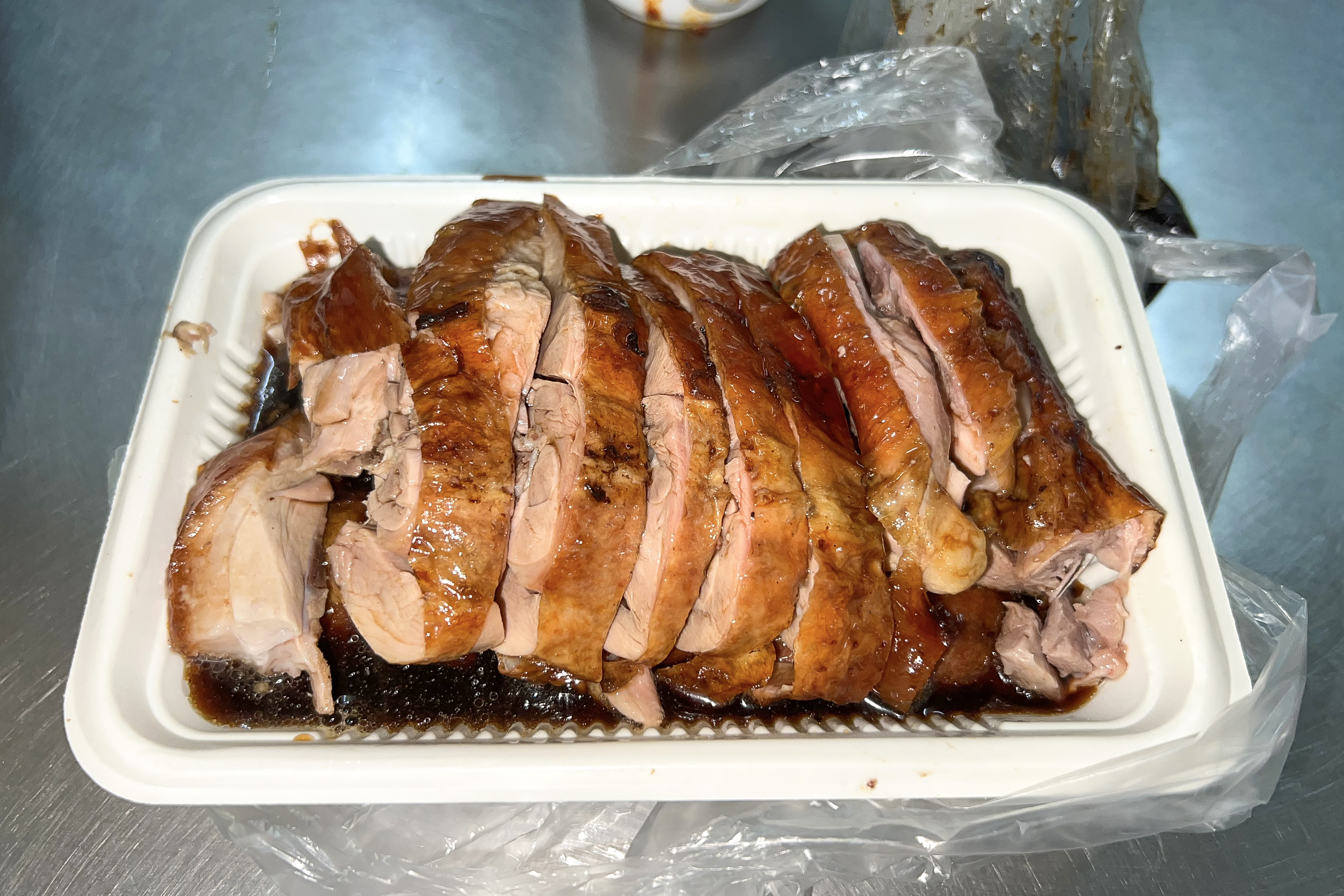
南京燒鴨一般澆滷汁食用

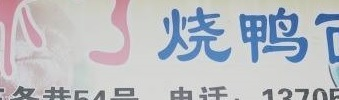
南京街頭一間燒鴨店的招牌

南京佈滿大街小巷的滷菜店都有燒鴨、燒鵝賣。明朝前当地烧鸭的做法是将鸭子煮熟涂油后架在木炭上方烤制，明朝时改为先用水烫，抹糖色，置风口晾干，再直接用炭火烘烤。清代陈作霖刊於1908年的《金陵物產風土志·本境動物品考》便記有：“……舉叉火炙，皮紅不焦，謂之燒鴨……。”至今南京本地老年市民稱之爲燒鴨，但二十世紀末期北京烤鴨逐漸遍佈于南京，本地新生代居民以及外地人就稱南京的燒鴨爲“南京烤鴨”、“金陵烤鴨”。“燒鴨”一詞有被“烤鴨”取代的趨勢，且南京市面上售卖的多为吊炉烧鸭，作为传统金陵菜的“金陵叉燒鸭”一度濒临失传。
京苏菜中另有将烧鸭肉切片后辅以冬笋或芹菜头、菜薹、芦蒿等配料炒制的菜肴“料烧鸭”，因曾用于招待苏联部长会议主席阿列克谢·柯西金而被称为“柯西金鸭”。

## 廣東及香港

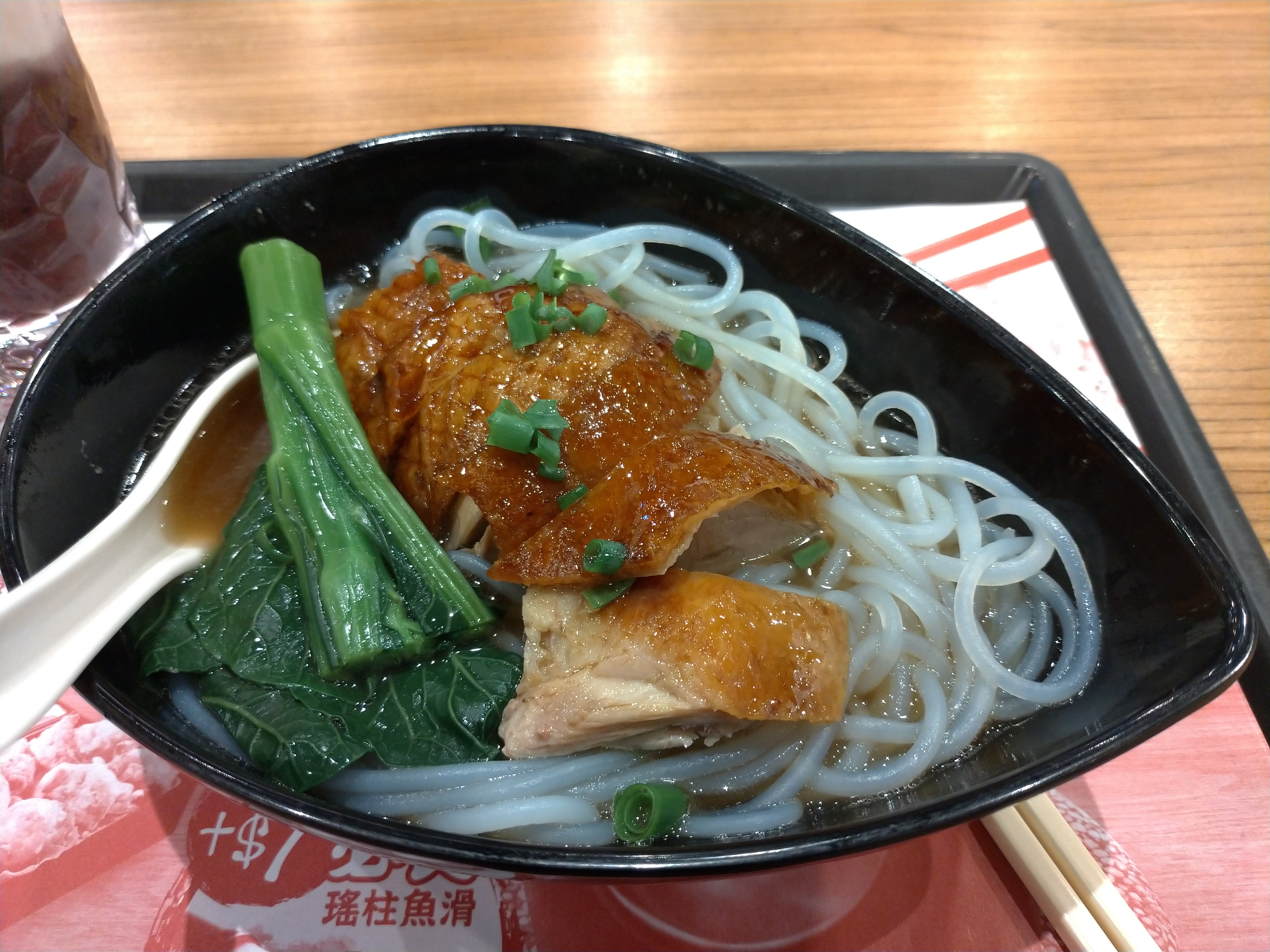
港式快餐店的一碗燒鴨瀨粉

廣東燒鴨可能源自南京，因爲在舊時廣東和香港，只要是燒鴨，都會在菜牌上寫道“金陵片皮大鴨”或“金陵堂片大鴨”。
廣東燒鴨現在有自己獨特的做法。把填滿調味料的鴨，掛進炭爐里用木炭高溫燒烤出來的菜式，以皮脆有光澤，皮汁多而不帶腥味為上品，通常配以醬汁食用。
燒鴨的做法與燒鵝大致相同，但肉質和份量則不及後者。然而由於燒鴨成本較低，故成為了燒鵝的代替品。
與燒腩一樣，作為被再度烹調的食材的燒鴨則稱為火鴨（例如「火鴨絲炆米」）。